# Efekt kuli śnieżnej
Efekt kuli śnieżnej – proces, który rozpoczyna się na małą skalę i stopniowo rozrasta, stając się większym. Istotnym aspektem efektu jest to, że im bardziej zaawansowany jest dany proces, tym trudniej go zatrzymać.
Nazwa pochodzi od toczenia kulki ze śniegu po zboczu pokrytej śniegiem góry; kula taka staczając się w dół zbiera zalegający na zboczu śnieg – tym więcej, im dalej w dół się toczy, a im więcej śniegu zbiera, tym trudniej ją zatrzymać. Motyw kuli śnieżnej jest bardzo popularny w filmach animowanych.
W ekonomii efekt odnosi się np. do obrazowego opisu zjawisk takich jak procent składany, czy pułapka zadłużenia.